# 彼得·米利肯
彼得·杰瑞米·洛奇·米利肯（Peter Jeremy Roach Millican，1958年3月1日—）是英国牛津大学赫特福德学院的吉尔伯特·赖尔研究员和哲学教授。他的主要兴趣包括大卫·休谟的哲学、宗教哲学、语言哲学、认识论和道德哲学。他于2005年至2010年间担任了《休谟研究》的联合主编。他还是国际象棋通讯赛特级大师。他对计算机领域及其与哲学的联系有着浓厚的兴趣。他最近在牛津大学创建了新的计算机科学与哲学学位课程，该课程于2012年招收了第一批学生他目前主持牛津大学的未来制造者播客，并在2019年获得了教育进步与支持委员会（英語：Council for Advancement and Support of Education）金奖

## 引用文献
1. ↑   (PDF). University of Oxford: 33.   [23 April 2022].
2. ↑  . UK: University of Oxford.   [22 March 2013]. （原始内容存档于30 March 2013）.
3. ↑  . Council for Advancement and Support of Education.   [2020-07-09]. （原始内容存档于2023-06-03）.